# Balta variegata
Balta variegata är en kackerlacksart som först beskrevs av Hanitsch 1933.  Balta variegata ingår i släktet Balta och familjen småkackerlackor. Inga underarter finns listade.